# تسمم غذائي
المرض المنقول بالغذاء أو التسمم الغذائي هو مجموعة أعراض تنتج عن تناول أغذية ملوثة بالبكتيريا، أو السموم التي تنتجها هذه الكائنات، كما ينتج التسمم الغذائي عن تناول الأغذية الملوثة بأنواع مختلفة من الفيروسات والجراثيم والطفيليات ومواد كيماوية سامة مثل التسمم الناتج عن تناول الفطر، ويقال أن التسمم الغذائي قد تفشى إذا حدث أن أعراض المرض قد ظهرت في أكثر من شخصين[انحياز]، وقد أظهرت الدراسات المخبرية أن الغذاء المتناول هو السبب المباشر بزرع البكتيريا المسببة للتسمم، ويشكل التسمم الغذائي الناتج عن البكتيريا السبب الرئيسي في أكثر من 80% من حالات التسمم الغذائي [هل يوثق بهذا المصدر؟].
تمثل الأمراض المنتقلة بالأغذية (بالإنجليزية: Foodborne illness) أو (بالإنجليزية: foodborne disease)، والتي يشار إليها بصيغة العامية على أنها حالات التسمم الغذائي، كل مرضٍ ينتج عن تناول أطعمةٍ ملوثةٍ.
ونلاحظ هنا وجود نوعين من حالات التسمم الغذائي: حالة التسمم بالعدوى وحالة التسمم بالسموم. حيث تُشير حالات عدوى الأطعمة إلى وجود بكتريا أو ميكروباتٍ أخرى تسبب العدوى للجسم بعد تناول الطعام. أما سمية الجسد فتشير إلى تناول وهضم السموم الموجودة بالأطعمة، والتي منها الذيفانات (بالإنجليزية: exotoxins) والتي تُعَبِر عن سمومٍ حيويةٍ بروتينيةٍ تصنعها بعض الكائنات الحية من نباتات وحيوانات مثل ذيفان بذرة الخروع، وتقع حالة السمية تلك حتى لو كان الميكروب المتسبب في صناعة ذلك السم لم يعد موجوداً بعد أو غير قادراً على التسبب في العدوى. على الرغم من ذلك المصطلح شائع الاستخدام، تسمم غذائي، إلا أن معظم الحالات نتجم عن مجموعةٍ متنوعةٍ من البكتريا الممرضة (باثوجينية)، الفيروسات أو الطفيليات، والتي تتسبب جميعاً في تلوث الطعام،  وذلك بدلاً من السموم الكيميائية أو الطبيعية.
وقد حصر العلماء أنواع البكتيريا الرئيسية المسببة للتسمم الغذائي باثني عشر نوعا وهي:
- كلوستريديم بيرفرنجنز Clostiridium perfringins.
- ستافلوكوكس أوريوس Staph. Aureus
- فصائل فايبرو Vibrio Species : V.Cholorae : V.Parahaemolylicus.
- بيسيليس سيريس Bacillus Cereus.
- سلمونيلا Salmonella.
- كلوستريديوم باتيولينيوم Clostridium Batulinum.
- شيغيلا Shigella.
- الإشريكية القولونية Toxiginic E.coli.
- كامبيلوباكتر Campylobacter.
- يرسينيا Yersinia.
- ليستيريا Listeria.
- آيروموناس Aeromonas.

## التسمم الغذائي الناتج عن السالمونيلا
يعتبر التسمم الغذائي الناتج عن السالمونيلا أشهر هذه الأنواع وفي بعض الدراسات يشكل 50 % من حالات التسمم الغذائي البكتيري[هل يوثق بهذا المصدر؟] ; وتشكل السالمونيلا مجموعة كبيرة من البكتيريا تقدر ب 20000 صنف ومن الممكن رؤية هذه البكتيريا وغيرها في مياه الصرف الصحي، ومياه الأنهار، ومياه البحار .
وتنتقل هذه الأنواع من البكتيريا في الطبيعة بالحشرات والأغذية والبراز، وعلى الرغم من وجود هذه البكتيريا بكثرة في الطبيعة إلا أن حالات التسمم الغذائي محدودة وعادة يكون الأطفال دون السنة والكبار بعد عمر 60 سنة أكثر عرضة لهذا التسمم، 50 % من الحالات انتقل فيها التسمم البكتيري بالدواجن، والبيض، واللحوم، والحليب ومشتقاته. وتتوطن السالمونيلا في الحيوانات المنزلية مثل الدجاج والبط وتنتقل عموديا إلى البيض. وكذلك تتوطن في الأبقار وبقية الحيوانات المنزلية ومن الممكن أن تتعايش السالمونيلا مع الحيوانات فلا يحدث مرض واضح عليها. أما بالنسبة للحوم المصنعة فقد توجد السالمونيلا في كثير منها والتي لم تُحفظ بطريقة سليمة، أم حُضرت بطريقة غير صحيحة أم التي أو استهلكت بعد مدات طويلة.
تقسم الأعراض الناتجة عن التسمم الغذائي الناتج عن السالمونيلا إلى خمسة أعراض رئيسية وهي:
1. النزلات المعوية الحادة في 75 % من الحالات.
2. ظهور البكتيريا في الدم وبدون أعراض أخرى في 10 % من الحالات.
3. حمى التيفوئيد وهي تختص بأنواع معينة من السالمونيلا.
4. التهابات محدودة في العظام، والمفاصل، والسحايا في 5 % من الحالات.
5. شخص حامل للسالمونيلا وبدون أي أعراض جانبية وفي هذه الحالات تتوطن السالمونيلا في المرارة.

أما فيما يختص بالتسمم الغذائي المؤدي إلى النزلات المعوية فبعد تناول الطعام الملوث تستغرق فترة حضانة المرض من 6 ساعات إلى 48 ساعة، ومن الممكن أن تمتد إلى 12 يوما. ويبدأ المريض عادة بالغثيان والاستفراغ يتبعه آلام البطن والإسهال. وعادة تستمر هذه الأعراض من ثلاثة إلى أربعة أيام، مصحوبة في بعض الأحيان بارتفاع في درجة الحرارة في 50 % من المرضى، وعادة ما تكون آلام البطن في المنطقة المحيطة بالسرة ومنها تنتقل إلى المنطقة السفلى اليمينية من البطن. أما الإسهال فيكون من ثلاثة إلى أربعة مرات يوميا إلى إسهال شديد ودموي مصحوبا بمخاط صديدي إلى إسهال شديد شبيه بالكوليرا.
كذلك من الممكن أن يحدث التهاب شديد في القولون مما يزيد من فترة المرض إلى عشرة أو خمسة عشر يوما، وعادة يكون البراز دمويا ومن الممكن أن تستمر هذه الحالة المرضية إلى شهرين أو ثلاثة شهور ولكن المتوسط هو ثلاثة أسابيع. إن ارتفاع درجة الحرارة يعني أن البكتيريا وصلت إلى مجرى الدم وهذا تطور مهم ويجب عدم إهماله حيث أن السالمونيلا من الممكن أن تستوطن السحايا، أو الصمامات القلبية، أو العظام، أو المفاصل. أما إذا استمر تواجد السالمونيلا في البراز ولمدة تزيد عن السنة فيقال أن المريض أصبح حاملا مزمنا للسالمونيلا وتقدر هذه النسبة ب2 - 6 في كل ألف مريض، كما توجد بعض الأمراض المختلفة والتي يكون المرضى فيها أكثر عرضة لهذا الالتهاب البكتيري منها أمراض تكسر الدم، والأورام السرطانية، ومرض هبوط المناعة المكتسب، والتهابات القولون المناعية.

## كيفية الوقاية من التسمم الغذائي
لا تستطيع الدول القضاء على هذه المشكلة كليا بسن القوانين، ومراقبة أماكن تحضير الأطعمة، والفحص الدوري للأشخاص المعنيين بتحضير الطعام. كما يتناسب حجم المشكلة عكسيا مع وضع الدولة من الناحية الاقتصادية، والثقافية والتكنلوجية وكذلك درجة التعليم لدى العاملين في محلات إعداد الطعام، ولدى الجمهور المستهلك لهذه الأطعمة. فنرى أن حالات التسمم الغذائي محدودة عمومًا في الدول المتقدمة، ومنتشرة في الدول الفقيرة. فيتوجب على محال إعداد الطعام القدر الأكبر من المسؤولية تجاه المستهلك بشراء اللحوم من أماكن معتمدة وذات خبرة في حفظ الأغذية وكذلك يتوجب على هذه المحلات توفير المعدات اللازمة لحفظ اللحوم خاصة والأنواع الأخرى من الأطعمة على وجه العموم. حتى نمنع تكاثر البكتيريا والتي غالبا ما تحتاج إلى درجات حرارة معتدلة للنمو وكذلك الاهتمام بأماكن التحضير من ناحية الصرف الصحي، والنظافة العامة، وكذلك الاهتمام بالعاملين من الناحية التثقيفية بخصوص التسمم الغذائي والنظافة البدنية وغسل اليد جيدا بعد قضاء الحاجة وإبعاد المرضى منهم عن عملية التحضير وخاصة أولئك الذين يشتكون من نزلات معوية. وعدم ترك الأطعمة مكشوفة أو معرضة للحشرات أو الجو الحار لفترات طويلة، واستعمال القفازات عند لمس الأطعمة والتخلص من الأطعمة القديمة يوميًا وعدم خلط الأطعمة، القديمة مع الطازجة وخاصة التخلص من الأطعمة التي تغير لونها أو طعمها أو رائحتها والإحساس بالمسؤولية تجاه المستهلكين وعدم التصرف من منطلق مادي بحت.

## الدلائل والأعراض

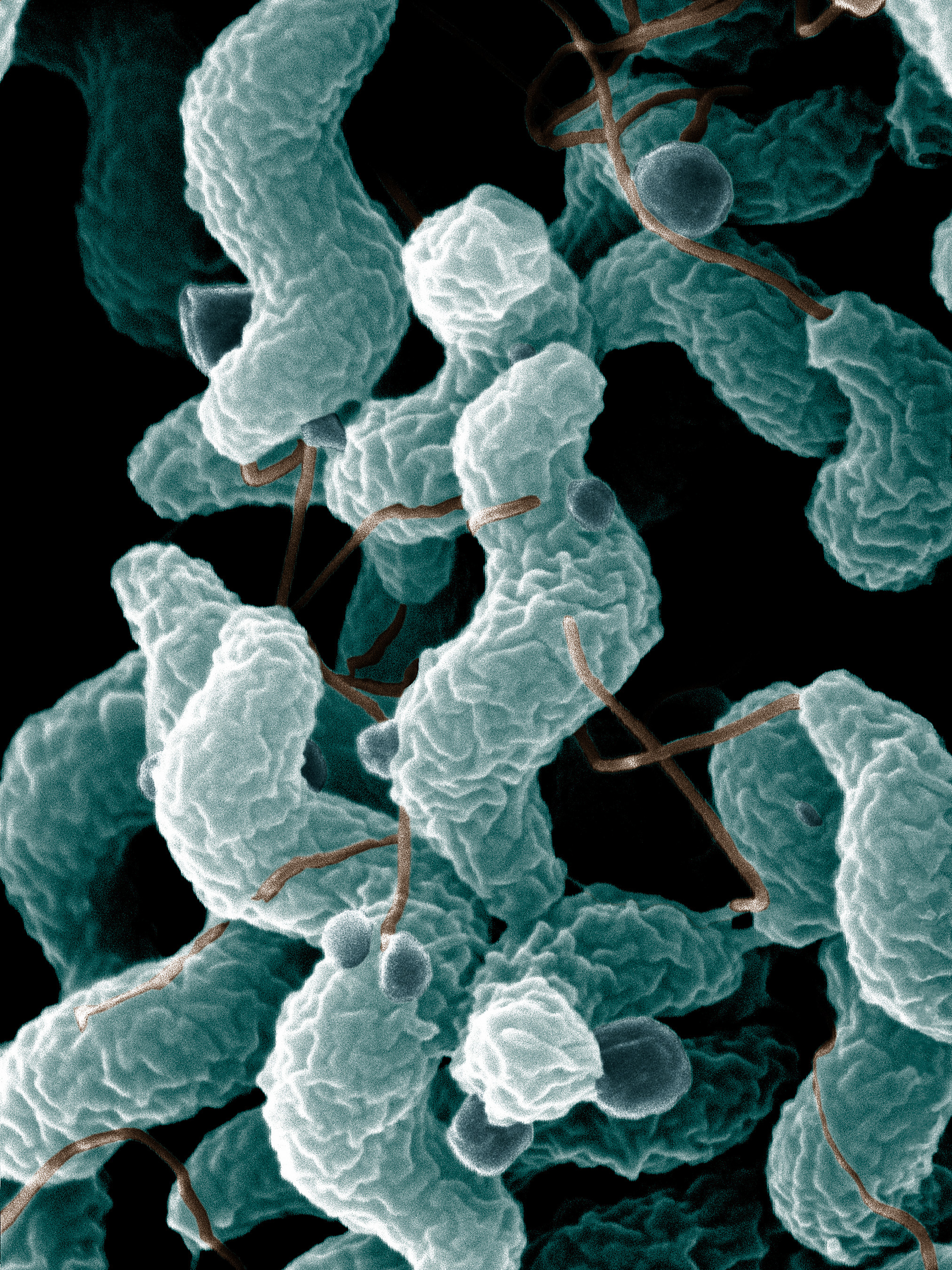
بكتيريا Campylobacter: السبب الرئيسي للأمراض المعوية المرتبطة بالأطعمة في الولايات المتحدة

وتبدأ أعراض التسمم مباشرةً بعد مرور بضعة ساعاتٍ إلى بضعة أيامٍ إثر تناول الغذاء والتي تعتمد على العامل المتضَمَن، ومن تلك الأعراض ما يلي: الغثيان، آلام البطن والمغص، التقيؤ، الإسهال، الالتهاب المعدي المعوي، الحمى، الصداع والتعب (الطبي).
وفي أغلب الأحوال يكون الجسم قادراً على التعافي بعد مرور فترةٍ قليلةٍ من عدم الراحة والقلق والمرض الحاد. على الرغم من ذلك، قد تسفر الأمراض المنقولة بالأغذية إلى المعاناة من مشكلاتٍ صحيةٍ دائمةٍ أو حتى إلى الوفاة في بعض الأحوال، وخاصةً في حالة الأفراد ذوي معدل خطوة عالٍ، ومنهم مثلاً الأطفال الرضع، الأطفال صغار السن، الحوامل (بالإضافة إلى أجنتهن، وكذلك كبار السن، المرضى، بالإضافة إلى آخرين ممن يعانون من ضعفٍ في أجهزة مناعتهم.
وتعد الأمراض المنتقلة بالأغذية والمتسبب فيها عدوى كلٍ من كامبيلوكابتر (بالإنجليزية: Campylobacter)، يرسينير (بالإنجليزية: Yersinier)، والسالمونيلا سبباً رئيسياً للإصابة بالتهاب المفاصل التفاعلي، والذي يحدث مباشرةً بعد مرور أسبوع لثلاثة أسابيعٍ من التعرض لمرض مسهلٍ. وعلى نفس المنوال، يكون الأفراد المصابون بأمراض الكبد عرضةً بصورةٍ خاصةٍ للعدوى بسبب Vibrio vulnificus، والتي قد تُوجد في المحار أو السلطعون (الكابوريا).
هذا وتظهر أعراض تسمم تيدرودوتاكسين (بالإنجليزية: Tetrodotoxin) والموجود في الأسماك الشراعية والحيوانات الأخرى بسرعةٍ كبيرة من خلال الإصابة بالخدر (بالإنجليزية: numbness) وضيق النفس، والذي غالباً ما يكون مميتاً.

## الأسباب
اطلع أيضاً: الباثوجين (بالإنجليزية: Pathogen)

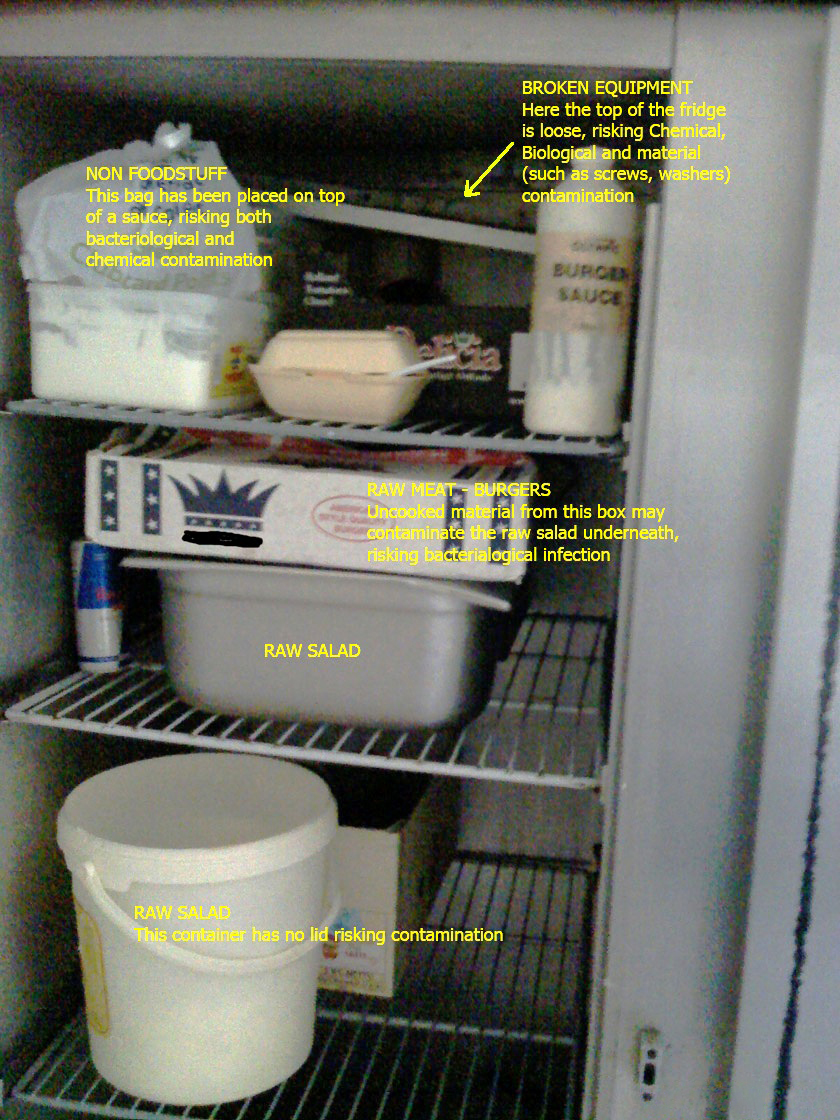
أطعمة سيئة التبريد في المبردة

غالباً ما تنجم الأمراض المنقولة بالغذاء من المعاملة السيئة، الإعداد والتجهيز الغير مناسب والتخزين الرديء للطعام. مع ملاحظة أن الممارسات الصحية الجيدة قبيل، أثناء وبعد تجهيز الطعام تقلل من فرص التعرض للأمراض المنقولة عبر تلك الأغذية. وهناك توجه واعٍ عامٍ ينتشر فيما بين مجتمع الصحة العام يتمثل في الغسيل المنتظم للأيدي يُعَد واحداً من أكثر الدفاعات فعاليةٍ ضد انتشار الأمراض المنقولة من خلال الأغذية. وتُعرف تلك الحركة الهادفة إلى ضبط الغذاء والسيطرة عليه لضمان أنه لن يتسبب في التعرض للأمراض المنقولة من خلال الأغذية بسلامة الغذاء. مما يجعل السبب الكامن وراء التعرض للأمراض المنقولة بالأغذية تنوعاً كبيراً من السموم المؤثرة على البيئة. ولمزيد من المعلومات عن الأمراض المنقولة بالمواد الكيميائية، انظر تلوث الغذاء.
كما أن الأمراض المنقولة بالأغذية يمكن أن يكون السبب وراءها المبيدات الحشرية أو الأدوية الموجودة بالأطعمة بالإضافة إلى المواد السمية الطبيعية ومنها عيش الغراب السام أو الأسماك الشراعية (بالإنجليزية: reef fish).

### البكتريا
تُعَد البكتريا أحد الأسباب الرئيسية الكامنة وراء الإصابة بالأمراض المنتقلة بالأغذية. حيث كانت البكتريا المشتركة في الإصابة بمثل تلك الأمراض في المملكة المتحدة في عام 2000 من أمثلة: عطيفة صائمية بنسبة 77.3%، السلمونيلا بنسبة 20.9%، وإشريكية قولونية O157:H7 بنسبة 1.4%، في حين مثلت الأنواع الأخرى من البكتريا ما لا يزيد عن 0.1% من الأسباب الكامنة وراء الإصابة بالأمراض المنتقلة بالأغذية. وكان مما هو سائداً فيما مضى أن العدوى البكتيرية هي الأكثر شيوعاً بسبب أن أماكناً قليلةً فقط كان لها المقدرة على اختبار نوروفيروس، وأُجريت مراقبة غير نشطة لذلك العامل. مع ملاحظة أن أعراض العدوى البكتيرية تتأخر بسبب أن البكتريا تحتاج إلى مدةٍ زمنيةٍ للتكاثر. حيث أنه غالباً ما تكون خفية ولا تُرَى حتى مرور 12- 72 ساعةً أو أكثر بعد تناول الطعام الملوث.
ومن أشهر مسببات الأمراض البكتيرية:
- عطيفة صائمية والتي تؤدي إلى الإصابة بحالةٍ ثانويةٍ من متلازمة غيلان باريه والتهاب الأنسجة الداعمة Periodontitis.[7]
- المطثية الحاطمة، والتي يُطلق عليها «جرثومة الكافيتيريا».[8]
- السلمونيلا – حيث يتسبب تناول البيض الذي لم يتك طهيه بصورةٍ كافيةٍ في الإصابة بعدوى typhimurium، أو تنتج تلك العدوى كذلك بسبب الممرضات (باثوجين) الأخرى المنتقلة فيما بين الإنسان والحيوان.[9][10][11]

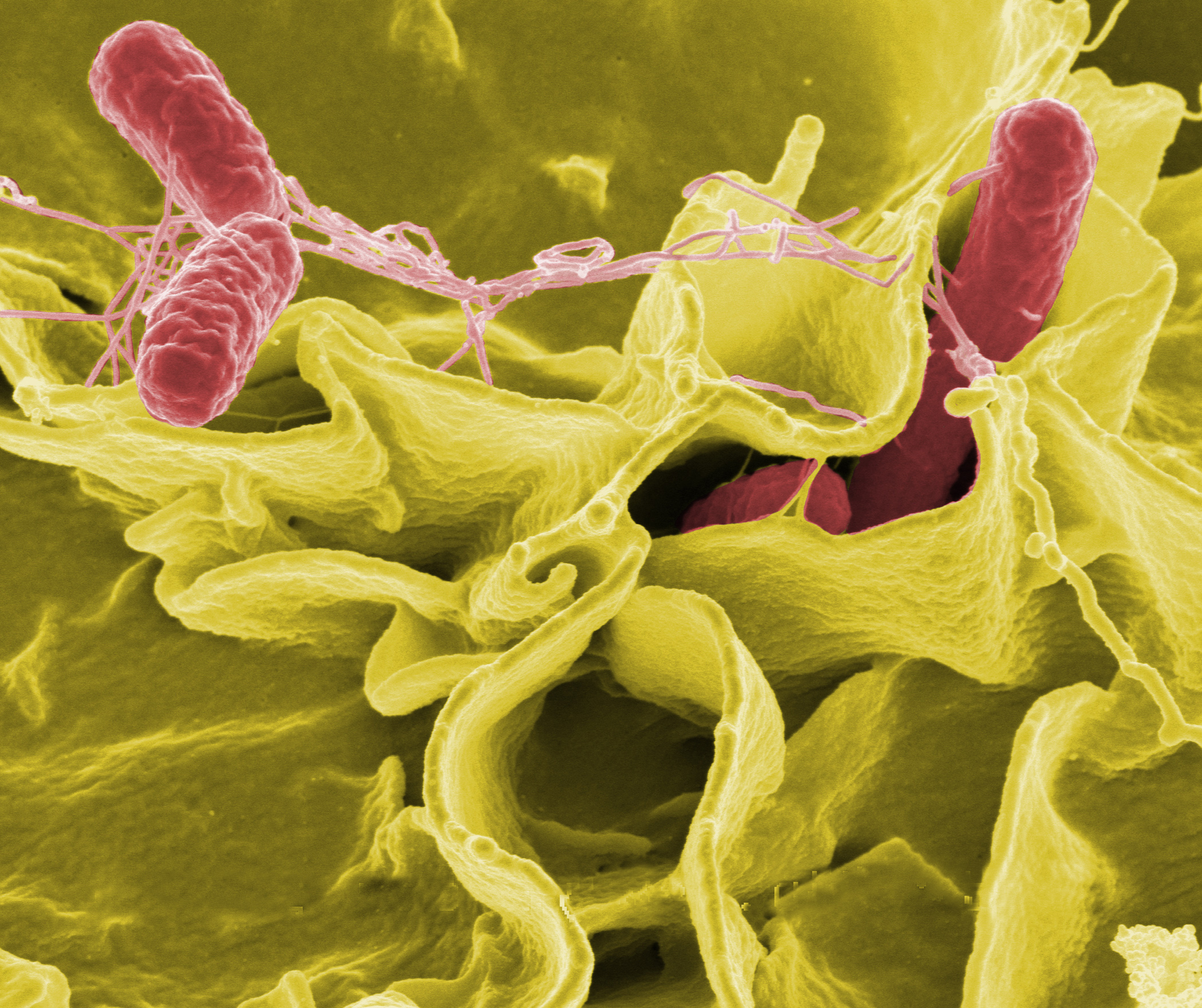
السلمونيلا

- تتسبب Escherichia coli O157:H7enterohemorrhagic في الإصابة متلازمة انحلال الدم اليوريمية (بالإنجليزية: hemolytic-uremic syndrome).

ومن الممرضات البكتيرية الأخرى الناقلة للأمراض بالأغذية:
- بيسيليس سيريس
- إشريكية قولونية، والتي من أهم فئاتها وفقاً لصفاتها الخبيثة (ذراري): ذراري غاذية للأمعاء (بالإنجليزية: enteroinvasive)، ذراري ممرضة للأمعاء (بالإنجليزية: enteropathogenic)، ذراري مسببةً للذيفان المعوي (بالإنجليزية: enterotoxigenic)، وذراري الإشريكية القولونية المتجمعة في الأمعاء (بالإنجليزية: enteroaggregative).
- البكتريا الليستيرية المستوحدة (بالإنجليزية: Listeria monocytogenes).
- شيغيلا (بالإنجليزية: Shigella)
- بكتيريا عنقودية ذهبية (بالإنجليزية: Staphylococcus aureus)
- البكتيريا العقدية
- بكتيريا ضمة الكوليرا، ومنها الأصناف O1، و non- O1.
- مكورات عنقودية ذهبية (بالإنجليزية: Vibrio parahaemolyticus)
- يرسينيا قولونية (بالإنجليزية: Yersinia enterocolitica)، ويرسينيا السل الكاذب (بالإنجليزية: Yersinia pseudotuberculosis)

ومن الأنواع البكتيرية الأقل شيوعاً :
- بروسيلا (بالإنجليزية: Brucella)
- Corynebacteriumulcerans
- كوكسيللا بونيتي (بالإنجليزية: Coxiellaburnetii) أو حمى الاستفهام.
- Plesiomonasshigelloides

#### الذيفانات الخارجية
بالإضافة إلى بعض الأمراض التي تسببها العدوى البكتيرية بصورةٍ مباشرةٍ، إلا أنه توجد أيضاً بعض الأمراض المنتقلة بالأغذية تسببها الذيفانات الخارجية والتي تفرزها خليةً معينةً في أثناء نمو البكتيريا. ومن ثم للذيفانات الخارجية القدرة على التسبب بالمرض حتى عندما تموت أو تُقْتَل الميكروبات المنتجة لتلك الذيفانات. وتظهر الأعراض مباشرةً بعد مرور 1 – 6 ساعات اعتماداً على كمية السم (الذيفان) التي أكلت وهُضمت.
- البكتريا المطثية الوشيقية (بالإنجليزية: Clostridium botulinum)
- البكتريا المطثية الحاطمة (بالإنجليزية: Clostridium perfringens)
- البكتريا العنقودية الذهبية (بالإنجليزية: Staphylococcus aureus)
- بيسيليس سيريس (بالإنجليزية: Bacillus cereus)

فعلى سبيل المثال تنتج البكتريا العنقودية الذهبية (بالإنجليزية: Staphylococcus aureus) ذيفاناً يتسبب قيئاً شديداً. وتحدث الإصابة بالمرض النادر ولكن المحتمل أن يكون مميتاً؛ التسمم الغذائي من أكل اللحم (بالإنجليزية: botulism) عندما تتمو البكتريا اللاهوائية (بالإنجليزية: anaerobic) المطثية الحاطمة (بالإنجليزية: Clostridium perfringens) في الأطعمة قليلة الحموضة والمعلبة بصورةٍ غير ملائمةٍ، والتي تنتج البوتولين (بالإنجليزية: botulin)، وهو ذيفان قوي التأثير يسبب الشلل.
هذا وتنتج Pseudoalteromonastetraodonis وهي أحد أنواع البكتريا الزائفة وبكتريا ضمة الكوليرا (بالإنجليزية: Vibrio)، بالإضافة إلى أنواعٍ أخرى من البكتريا ذيفان تيدرودوتاكسين المميت (بالإنجليزية: tetrodotoxin)، والموجودة في أنسجة بعض الحيوانات، وذلك بدلاً من كونها ناتجةً عن التحلل أو التعفن (بالإنجليزية: decomposition).

### السموم الفطرية وتأثير السموم الفطرية بالأغذية
يشير مصطلح (بالإنجليزية: alimentary mycotoxicoses) إلى تأثير السموم الفطرية (بالإنجليزية: Mycotoxins) من خلال تناول الأغذية. وأحياناً يكون للسموم الفطرية تأثيراتها الهامة على صحة كلٍ من البشر والحيوانات. فعلى سبيل المثال، تسببت جانحةً في وفاة نحو 100.000 طائر رومي في عام 1960 بالمملكة البريطانية إثر تناولها جميعاً وجبة فول سوداني ملوثة بذيفانات الأفلاتوكسين (بالإنجليزية: aflatoxin). هذا ولقي 5000 شخصاً مصرعهم في الإتحاد السوفيتي في أثناء الحرب العالمية الثانية بسبب ندرة كريات الدم البيضاء الغذائية السامة. وتشتمل الأمراض المتسبب بها السموم الفطرية والمنقولة بالأغذية على:
- الأفلاتوكسين (بالإنجليزية: aflatoxin) الناتج من بكتريا الرشاشيات الطفيلية (بالإنجليزية: Aspergillusparasiticus)، والرشاشيات الصفراء (بالإنجليزية: Aspergillusflavus). والتي غالباً ما تتواجد بأشجار المسكرات، الفول السوداني، الذرة، والذرة الرفيعة بالإضافة إلى بذور الزيوت الأخرى كبذور الذرة والقطن. ومن النماذج الواضحة للأفلاتوكسين كلٌ من بي 1، بي 2، وجي1، وجي 2، مع ملاحظة أن أفلاتوكسين بي! غالباً ما يستهدف الكبد بصورةٍ خاصةٍ، والذي غالباً ما يسفر عن الإصابة النخر (بالإنجليزية: necrosis)، تشمع الكبد وتليفه، وسرطان الكبد (بالإنجليزية: carcinoma).[13][14] مما دعى الولايات المتحدة الأمريكية إلى أن تكون معدلات الأفلاتوكسين الكلية بالغذاء المقبولة أقل من 20 μg/kg.[15] حيث يمكن الحصول على الوثيقة الرسمية على موقع الإدارة الأمريكية للغذاء والدواء الإلكتروني.[16][17]
- تسمم الفطريات النوباء – تسببها الفطريات النوباء ومنها Alternariol (AOH), Alternariol methyl ether (AME), Altenuene (ALT), Altertoxin-1 (ATX-1), Tenuazonic acid (TeA) and Radicinin (RAD). حيث قد تتواجد بعضاً من تلك السموم في نباتات السورغم، دخن الإصبع واسمه العلمي هو (بالإنجليزية: Eleusine coracana)، القمح، وثمرة الطماطم.[18][19][20] مع ملاحظة أن بعض الدراسات التجريبية قد أثبتت سهولة انتقال تلك السموم فيما بين سلع الحبوب، وأوضحت أن تصنيع وتخزين سلع الحبوب تمثل ممارسةً حيويةً في تلك العملية.[21]
- سيترينين (بالإنجليزية: Citrinin)
- ستريوفردين (بالإنجليزية: Citreoviridin)
- Cyclopiazonic acid
- Cytochalasins
- قلويدات الشقران (بالإنجليزية: Ergot alkaloids) / إرغولينalkaloids- ارغوتامين (بالإنجليزية: Ergotamine).
- Fumonisins- قد تتلوث حبوب محصول الذرة بفطر Fusariummoniliforme بسهولة، حيث يتسبب Fumonisin B1 بإصابة الخيل بمرض Leukoencephalomalacia، إصابة الخنازير بمتلازمة الوذمة الرئوية، وسرطان الكبد عند الفئران بالإضافة إلى إصابة الإنسان بسرطان المريء.[22][23] ولمراعاة صحة كلٍ من الإنسان والحيوان والحفاظ عليهما، نظمت الإدارة الأمريكية للغذاء والدواء والمفوضية الأوروبية معدلات محتوى السموم في الأطعمة وغذاء الحيوان كذلك.[24][25]

- ذيفان مغروي– وصل مستوى حد التقرير (بالإنجليزية: Limit of Reporting) لتحاليل الفومونيزينات أ في مسح النظام الغذائي الأسترالي الكلي في القرن العشرين إلى 1 µg/kg،[26] في حين تُقَيد المفوضية الأوروبية محتوى لتحليل الفومونيزينات أ إلى 5 µg/kg في سلع الحبوب الغذائية، وإلى 3 µg/kg في المنتجات المعالجة و10 µg/kg في فواكه الكرمة المجففة.[27]
- الأسبورين (بالإنجليزية: Oosporeine)
- باتولين (بالإنجليزية: Patulin) – يلاحظ أن ذلك السمة تُنظم حالياً تنظيمًا مستحسنًا على المنتجات الغذائية. حيث حددت كلٌ من المفوضية الأوروبية والإدارة الأمريكية للطعام والدواء إلى أقل من 50 µg/kg في عصير الفاكهة ونكهات الفواكه، في حين حددت المفوضية الأوروبية استخدامه بنسبة 25 µg/kg في منتجات الفواكه الصلبة و10 µg/kg بالنسبة لأغذية الأطفال.[27][28]
- الفوموبسين
- سبوريديزمين أ
- ستيجماتوسيستين (بالإنجليزية: Sterigmatocystin)
- Tremorgenicmycotoxins – أوردت التقارير أن خمسة أنواعٍ منهم المصاحبة للعفن توجد في اللحوم المخمرة. وهي كالتالي: Fumitremorgen B, Paxilline, Penitrem A, Verrucosidin, and Verruculogen.[29]
- Trichothecenes – تتمثل مصادرها في Cephalosporium، المغزلاوية (بالإنجليزية: Fusarium)، Myrothecium، ستاكي بوتريس وترايكوديرما (بالإنجليزية: Trichoderma). وعادةً ما تكون السموم موجودة في حبوب الذرة، القمح، الفول السوداني، والأرز المتعفنة، بالإضافة إلى أعلاف الحيوانات من القش والتبن.[30][31] هذا ويعاني كلٌ من البشر والحيوانات كذلك من أربعة أنواعٍ مشهورةٍ من سموم Trichothecenes وهي T-2 toxin, HT-2 toxin, diacetoxyscirpenol (DAS) and deoxynivalenol (DON). ومن ثم يسفر تناول تلك السموم بالفم عن الإصابة بندرة كريات الدم البيضاء السام والمنتقلة بالأغذية، بالإضافة إلى الاضطرابات الدموية، فقر الدم اللاتنسجى (بالإنجليزية: aplastic anemia)، قلة الصفيحات المناعية (بالإنجليزية: thrombocytopenia) و/ أو تهيج الجلد.[32][33][34] مما دعى الإدارة الأمريكية للطعام والدواء إلى إصدار وثيقةٍ عام 1993 لحدود محتوى deoxynivalenol في الأغذية البشرية وأعلاف الحيوانات بصورةٍ إرشاديةٍ.[35] كما نشرت الولايات المتحدة الأمريكيكة براءة اختراعٍ تُعَد واعدةً للمزارعين بهدف إنتاج محاصيل مكافحة للتريكوسيثين (بالإنجليزية: trichothecene).[36]
- Zearalenone
- Zearalenols

#### مسببات الأمراض المنتقلة بالأغذية المستجدة
ما زال من الصعب فهم طبيعة العديد من الأمراض المنقولة بالأغذية. حيث أن نحو 60% تقريباً من اجتياحات الأمراض تلك تسببها مصادراً مجهولةً.
- Aeromonashydrophila, Aeromonascaviae, Aeromonassobria

#### الوقاية من تسمم الأغذية البكتيري

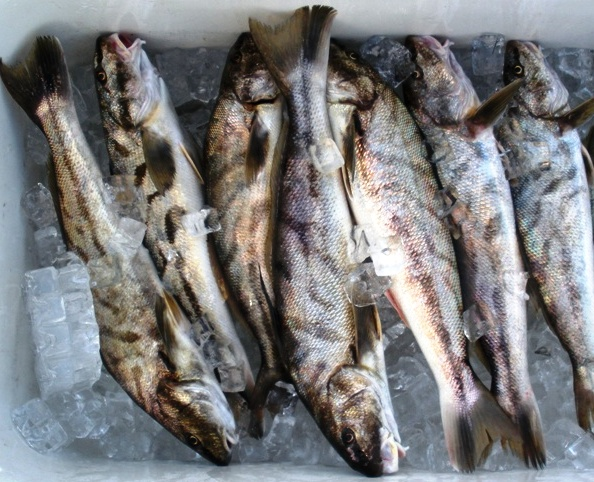
التخزين التجميد الملائم للأطعمة يساعد في الوقاية من حالات التسمم الغذائي.

غالباً ما تكون الوقاية هي الدور الذي تلعبه الحكومة، وذلك من خلال تحديد القواعد الصارمة للصحة والخدمات العامة للمسح البيطري للمنتجات الحيوانية في السلسلة الغذائية، وذلك بدءاً من المجال الزراعي حتى نصل إلى الصناعة التحويلية وتوصيل المنتجات للمتاجو والمطاعم. وهنا تشتمل عملية التنظيم تلك على:
- التتبعية: يجب معرفة مصدر أصل المكونات في المنتج النهائي (سواءً من المزرعة الأم التي جُمعت منها المكونات، وذلك من خلال التعرف على حصد المحاصيل أو مصادر الحيوانات) وأين ومتى تمت معالجتها؛ ومن ثم يمكن التوصل إلى مصدر المرض وتتبعه ومن ثم محاولة التوصل إلأى حلول لمعالجته (وربما كان من الممكنمعاقبة المسؤول)، بالإضافة إلى إتاحة الفرصة إلى التخلص من المنتجات النهائية وسحبها من الأسواق إن ثَبُت وجود مشكلةٍ فيها؛
- تنفيذ الإجراءات الصحية ومنها معايير شهادة الهاسب تحليل المخاطر ونقاط المراقبة الحرجة و"سلسلة التبريد"؛
- سلطة التحكم والضبط والردع وتنفيذ القانون للأطباء البيطريين.

اعتمدت الإدارة الأمريكية للطعام والدواء بالولايات المتحدة الأمريكية في عاك 2006 منهجية العلاج بالفيروسات (بالإنجليزية: Phage therapy) والتي تتضمن رش رش اللحوم بالفيروسات التي تُعْدِي البكتريا، ومن ثم تمنع انتشار العدوى. إلا أن هذا أدى إلى رفع حالة القلق والمخاوف، لأنه بدون الملصقات الإلزامية، لن يكون المستهلكون على وعيٍ بأن منتجات اللحوم والدواجن عُولجت بذلك الرزاز. 
أما في المنازل، تتمثل عملية الوقاية أساساً في ممارسات سلامة الغذاء. حيث أنه يمكن الوقاية من العديد من صور التسمم البكتيري للغذاء، حتى لو تعرض الطعام للتلوث، من خلال عملية طهي جيدٍ كافٍ للأطعمة، وإما تناوله مباشرةً وبسرعةٍ، أو تجميده بفعاليةٍ. إلا أنه على الرغم من ذلك، تبقى العديد من السموم بدون تدمير حتى مع المعالجات الحرارية.

### الفيروسات
تمثل حالات العدوى الفيروسية نحو ثلث حالات التسمم الغذائي في الدول المتقدمة. ففي الولايات المتحدة الأمريكية على سبيل المثال، تصل عدد حالات الإصابات بالأمراض المنتقلة بالأغذية من خلال العدوى الفيروسية إلى نحو 50% من حالات الإصابة بالأمراض المنتقلة بالأغذية عموماً، مسفراً بذلك عن إجمالي 57% من حالات الاجتياح المرضية في عام 2004. وغالباً ما تكون للأمراض المنتقلة بالعدوى الفيروسية من خلال الأغذية فترة حضانة (بالإنجليزية: incubation period) تتراوح من (1-3) يوم، والتي تتشابه في أعراضها مع أشكال العدوى البكتيرية آنفة الذكر.
- الفيروسات المعوية (بالإنجليزية: Enterovirus)
- الالتهاب الكبدي الوبائي أ (بالإنجليزية: Hepatitis A) يختلف عن غيره من صور العدوى الفيروسية في طول فترة حضانته والتي تصل إلى(2- 6) أسابيع، بالإضافة إلى قدرته على الانتشار داخل الجسم البشري لما وراء منطقة المعدة والأمعاء، حيث تصل العدوى إلى منطقة الكبد. وتشمل أعراضه اليرقان أو الصفراء (بالإنجليزية: jaundice)، والتي تتمثل في إصفرار الجلد، وأغشية الملتحمة فوق الصلبة (بياض العين)، إلا أنه نادراً ما يؤدي إلى فشل مزمن في وظائف الكبد. وقد وجد أن الفيروس يتسبب في تلك العدوى نتيجة تناول المنتجات التي قُطفت طازجةً والمصابة بالتلوث البرازي.[37][38]
- التهاب الكبد الوبائي هـ (بالإنجليزية: Hepatitis E)

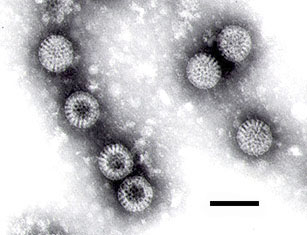
الفيروس العجلي

- نوروفيروس (بالإنجليزية: Norovirus)
- فيروس عجلي (بالإنجليزية: Rotavirus)

### الطفيليات
معظم أنواع الأمراض المنتقلة بالأغذية من جراء الإصابة بالعدوى الطفيلية هي أمراض حيوانية المنشأ (بالإنجليزية: zoonoses).
- الديدان المسطحة أو المفلطحة:
  - الديدان المسطحة العوساء (بالإنجليزية: Diphyllobothrium)
  - Nanophyetus
  - الدودة شريطية البقر (بالإنجليزية: Taeniasaginata)
  - شريطية الخنزير (بالإنجليزية: Taenia solium)
  - المتورقة الكبدية (بالإنجليزية: Fasciola hepatica)

انظر أيضاً: الدودة الشريطية والديدان المنبسطة أو الديدان المسطحة أو المفلطحة
- الديدان الإسطوانية
  - المتشاخسة
  - دودة صفر خراطيني والتي يُطلق عليها أحياناً ثعابين البطن (بالإنجليزية: Ascaris lumbricoides)
  - الاسطوانية البرازية
  - الشعرينة الحلزونية (بالإنجليزية: Trichinella spiralis)
  - الدودة السوطية (بالإنجليزية: Trichuris trichiura)
- الأوليات وهي حيوانات الخلية (بالإنجليزية: Protozoa)
  - الشوكميبة (بالإنجليزية: Acanthamoeba) وكائنات الأميبا أو المتمورة حرة المعيشة.
  - كريبتوسبوريديوم بارفوم (بالإنجليزية: Cryptosporidium parvum)
  - Cyclosporacayetanensis
  - المُتَحَوِّلَة الحَالّة للنُسُج (بالإنجليزية: Entamoeba histolytica)
  - الجياردية المعوية (بالإنجليزية: Giardia lamblia)
  - Sarcocystishominis
  - Sarcocystissuihominis
  - مقوسات قندية والمتسببة في الإصابة بداء المقوسات

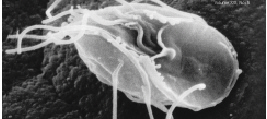
الجياردية المعوية Giardia lamblia

### السموم الطبيعية
تحتوي الكثير من الأطعمة طبيعياً على سمومٍ، والتي لا يكون أغلبها بسبب البكتريا. والنباتات على وجه الخصوص ربما تكون سامة؛ في حين نادراً ما تكون الحيوانات سامةً طبيعياً. ومن الناحية التطورية، للحيوانات القدرة على تهرب في حال تعرضها للافتراس أو الأكل؛ إلا أن النباتات لا تستخدم سوى أساليب الدفاع السلبية ومنها السموم والمواد المقززة سيئة الطعم، ومنها على سبيل المثال مادة الكابسيسين في نبات الفلفل الحار ومركبات الكبريت اللاذعة في الثوم والبصل. مع ملاحظة أن غالبية سموم الحيوانات لا تصنعها الحيوانات بأنفسها، إلا أنها تكتسبها من خلال تناول نباتاتٍ سامةٍ والتي تكون تلك الحيوانات محصنةً ضد سميتها، أو بفعل عمل البكتريا.
- القلويدات
- تسمم السيغاتيرا (بالإنجليزية: Ciguatera poisoning)
- غريانوتوكسين (تسمم العسل)
- سموم عيش الغراب
- هماغلوتينين نباتي (بالإنجليزية: Phytohaemagglutinin) (تسمم الفاصوليا الحمراء؛ والذي يُدمر بغليانها)
- قلويدات بيرولزيدين (بالإنجليزية: Pyrrolizidine alkaloids)
- سم المحار، ويتضمن تسمم المحار الشللي (بالإنجليزية: paralytic shellfish poisoning)، تسمم المحار المسهل، تسمم المحار العصبي، تسمم المحار المفقد للذاكرة وتسمم سيغاتيرا (بالإنجليزية: ciguatera) السمكي.
- ذيفان إسقمري (بالإنجليزية: Scombrotoxin)
- تيدرودوتاكسين (تسمم سمك فوغو (بالإنجليزية: fugu fish))

هذا وتحتوي بعض النباتات على موادٍ سمامةٍ بجرعاتٍ كبيرةٍ، إلا أن لها خصائصٍ علاجيةٍ كذلك عند استخدامها بجرعاتٍ مناسبةٍ. نبات قفاز الثعلب (بالإنجليزية: Foxglove) يحتوي على جليكوسيدات القلب (بالإنجليزية: cardiac glycosides).
- لنبات الشوكران السام (كونيوم) استخداماتٍ طبيةٍ.

### عوامل أخرى ممرضة
- البريونات، والتي تسفر عن الإصابة بمرض كروتزفيلت – جاكوب

### «تسمم التومين»
تضمنت إحدى النظريات القديمة حول أسباب التسمم الغذائي التومين (والمشتقة من الأصل الإغريقي ptōma ، يسقط، جسم سقط، جثة )، حيث وُجِدَت القلويدات في جثث الحيوانات المتحللة والمواد النباتية. وفي حين تسبب بعض القلويدات تسمماً، جعل اكتشاف البكتريا من نظرية التومين باليةً، حيث عفا عليها الزمن بعد ذلك، كما لم تعد كلمة التومين تُستخدم بصورةٍ دالةٍ فيما بعد.

## آلية التسمم

### فترة الحضانة
يُطلق على فترة الكمون فيما بين تناول طعامٍ ملوثٍ وظهور أول أعراض المرض فترة الحضانة. وتتراوح مدة الحضانة تلك من عدة ساعاتٍ إلى أيامٍ (ونادراً ما تكون أشهراً أو حتى سنواتٍ، ومثال على ذلك الإصابة بداء الليستريات أو مرض كروتزفيلت – جاكوب)، اعتماداً على العامل المتسبب في التسمم، وعلى كم ما أُكل. ويجب ملاحظة أنه لو وقعت الأعراض فيما بين 1-6 ساعاتٍ بعد تناول الطعام المسمم، فهذا يوحي أنه تسبب جراء سم بكتيري أو مركب كيميائي، بدلاً من البكتيريا الحية.
في حين تؤدي فترة الحضانة الطويلة الممتدة للأمراض المنتقلة بالأغذية إلى أن يُنسب إلى الذين يعانون من الأعراض بأنها ترجع إلى "انفلونزا المعدة (بالإنجليزية: stomach flu).
وفي أثناء فترة الحضانة، تعبر الميكروبات المعدة وصولاً إلى الأمعاء، لتتصل بالخلايا الملتصقة بجدار الأمعاء، ولا تلبث أن تتكاثر هناك. وتبقى بعض أنواع الميكروبات في الأمعاء، حيث تفرز بعضها سماً يمتص إلى مجرى الدم بالجسم، في حين تستطيع بعضها الآخر غزو أنسجة الجسم بصورة مباشرةٍ بعمق. مما يجعل الأعراض التي تظهر من جراء تلك العدوى معتمدةً على نوع الميكروب المتسبب فيها.

### الجرعة المعدية
تتمثل الجرعة المعدية (بالإنجليزية: infectious dose) في كمية العامل المتسبب في العدوى والتي يجب تناولها لظهور أعراض المرض المنقول بالأغذية، والتي تختلف وتتنوع وفقاً للعامل وعمر المستهلك (من يتناول الطعام المعدي) بالإضافة إلى الصحة العامة. وفي حالة السلمونيلا على سبيل المثال، يصبح من الضروري تناول كميةٍ ضخمةٍ نسبياً من اللقاح (تتراوح من مليون إلى مليار كائن حي) لظهور الأعراض على متطوعٍ بشريٍ يتمتع بصحةٍ جيدةٍ،  حيث أن السلمونيلا حساسةٌ جداً للحامض. كما يُقَلل مستوى عامل pH في المعدة (حموضة منخفضة) بصورةٍ كبيرةٍ من عدد البكتريا المطلوبة لظهور الأعراض إلى عاملٍ يتراوح بين 10 إلى 100 فقط.

## انتشار المرض

### الولايات المتحدة الأمريكية
تقع في الولايات المتحدة الأمريكية نحو 76 مليون حالة عدوى نتيجة انتقال الأمراض بالأغذية سنوياً (أو ما يعادل 26.000 حالةً لكل 100.000 نسمة)، وفي [[المملكة البريطانية) نحو مليوني حالة (أو ما يعادل 3.400 حالة لكل 100.000 نسمة)، في حين تقع في فرنسا نحو 750.000 حالة عدوى (أو ما يعادل 1.220 حالةً لكل 100.000 مواطناً).
في الولايات المتحدة الأمريكية، وبناءً على المعلومات المستخدمة بفوود نت من الفترة من 1996 وحتى 1998، قدر مركز مكافحة الأمراض والوقاية منها (بالإنجليزية: Centers for Disease Control and Prevention) أنه يوجد نحو 76 مليون مريضاً تعرض للإصابة بالأغذية (26.000 حالة من كل 100.000 مواطن):
- جرى تطبيب 325.000 حالةً منهم بالمستشفيات (11 مريض لكل 100.000 مصاب)؛
- وفاة 5.000 مصاباً منهم (1.7 مصاب لكل 100.000 مصاب بالمرض)؛
- كلفت مكافحة الممرضات الأساسية والناقلة للأمراض المنتقلة بطريق الأغذية نحو 35 مليار دولاراً أمريكياً في الولايات المتحدة الأمريكية على شكل نفقاتٍ طبيةٍ وقدرات وكفاءات إنتاجية مفقودة ومهدرة (عام 1997)

|   | السبب                  | عدد حالات الإصابة السنوية | معدل الإصابة (لكل 100.000 مواطن) |
| - | ---------------------- | ------------------------- | -------------------------------- |
| 1 | فيروسات شبيهه بنوروالك | 20.000 حالة               | 7.3                              |
| 2 | سلمونيلا               | 15608 حالةً                | 5.7                              |
| 3 | كامبيلوكابتر           | 10539 حالةً                | 3.9                              |
| 4 | مقوسة غوندية           | 2500 حالةً                 | 0.9                              |
| 5 | ليسترية مستوحدة        | 2289 حالةً                 | 0.8                              |
|   | الإجمالي               | 60854 حالةً                | 22.3                             |

|   | السبب                                 | حالات الوفاة السنوية | معدل الإصابة (لكل 100.000 مواطن) |
| - | ------------------------------------- | -------------------- | -------------------------------- |
| 1 | سلمونيلا                              | 553 حالةً             | 0.21                             |
| 2 | ليستيريا                              | 499 حالةً             | 0.19                             |
| 3 | توكسوبلازما                           | 473 حالةً             | 0.14                             |
| 4 | فيروسات شبيهه بنوروالك                | 124 حالةً             | 0.046                            |
| 5 | كامبيلوكابتر                          | 99 حالةً              | 0.037                            |
|   | أمراض الجهاز الهضمي، أمراض غير معروفة | 5100 حالةً            | 1.9                              |

### فرنسا
يتعرض نحو 750.000 حالةً مرضيةً للأمراض المنتقلة عن طرق الأغذية في فرنسا (أي بمعدل 1.210 لكل 100.000 مواطناً):
- يطلب 70.000 مواطن المشورة بقسم الطواريء في أي مستشفى (أي بمعدل 113 حالةً لكل 100.000 مواطناً)؛
- تلقى 113.000 مريض علاجاً بالمستشفيات (أي بمعدل 24 لكل 100.000 مواطناً)؛
- وفاة 400 مواطن (أي بمعدل 1.9 لكل 100.000 مواطناً).

|   | السبب                   | حالات الإصابة السنوية | المعدل (لكل 100.000 مواطن) |
| - | ----------------------- | --------------------- | -------------------------- |
| 1 | سلمونيلا                | 8.000 حالةً            | 13                         |
| 2 | كامبيلوكابتر            | 3.000 حالةً            | 4.8                        |
| 3 | الطفيليات . توكسوبلازما | 500 حالةً 400 حالةً     | 0.8 0.65                   |
| 4 | ليستيريا                | 300 حالةً              | 0.5                        |
| 5 | التهاب الكبد الوبائي أ  | 60 حالةً               | 0.1                        |

|   | السبب                  | الحالات السنوية | معدل الإصابة (لكل 100.000 مواطن)            |
| - | ---------------------- | --------------- | ------------------------------------------- |
| 1 | سلمونيلا               | 300 حالةً        | 0.5                                         |
| 2 | ليستريا                | 80 حالةً         | 0.13                                        |
| 3 | الطفيليات              | 37 حالةً         | 0.06 (95% من تلك النسبة بسبب التوكسوبلازما) |
| 4 | كامبيلوكابتر           | 15 حالةً         | 0.02                                        |
| 5 | التهاب الكبد الوبائي أ | حالتان          | 0.003                                       |

### أستراليا
تُقَدَر حالات الإصابة السنوية لأمراض المنتقلة بالأغذية في أستراليا بنحو 5.4 مليون حالة سنوياً، مما يؤدي إلى:
- 18.000 حالة مرضية تلقت العلاج بالمستشفيات.
- 120 حالة وفاةٍ.
- 2.1 مليون يوم بدون عملٍ.
- 1.2 مليون استشارة طبيب.
- 300.000 وصفةً علاجيةً من المضادات الحيوية.

### تفشي الإصابة
غالبية الحالات التي جرى التبليغ عنها من جراء إصابتها بالأمراض المنتقلة بالأغذية تكون على مستوى فردي أو متفرق متشتت. حيث غالباً ما لا يمكن تحديد أصل العدوى المتفرقة تلك. فعلى سبيل المثال، تنشأ غالبية حالات تفشي حالات الإصابة بالأمراض المنتقلة بالأغذية (58%) في الولايات المتحدة الأمريكية بالمنشآت التجارية التي تقدم الأغذية (وفقاً لبيانات فوود نت لعام 2004). وتُعَرَّف حالة التفشي أو الاجتياح بأنها تحدث عندما يتعرض اثنين أو أكثر لنفس المرض بعد تناول طعامٍ ما من أحد المصادر العامة لتقديم الطعام.
وغالباً ما يتجع أكثر من سببٍ وراء وقوع ذلك الاجتياح أو حالة التفشي تلك، فعلى سبيل المثال، قد يُتْرَك الطعام في درجة حرارة الغرفة لساعاتٍ عديدةٍ، مما يسمح بتكاثر البكتريا والتي تتجمع من خلال الطهي الغير كافٍ للطعام، مما يسفر عن فشل التخلص من أو قتل مستويات البكتريا شديدة خطورة.
و من هنا يمكن التعرف على حالة التفشي من خلال أن يقوم الأفراد المصابين بالتعرف على بعضهم الآخر. على الرغم من ذلك، فالمزيد من حالات الاجتياح أو التفشي تُعرف بمقابلة فريق الصحة العامة لتقاريرٍ متزايدةٍ من نتائج التحاليل المعملية لبعض سلالات البكتريا. مع ملاحظة أن اكتشاف حوادث تفشي الأمراض والتحقيق فيها تقع على عاتق ومسؤولية السلطات القضائية الصحية المحلية للولايات، مما يجعلها غير متوافقةٍ من مقاطعةٍ لأخرى. كما أنه قُدر أن نحو 1-2 % من حالات التفشي فقط تُكتشف.

## المجتمع والثقافة

### التأثير العالمي
زادت احتمالية تلوث الأطعمة الغذائية في أوقاتنا المعاصرة بسبب العولمة المتسارعة في إنتاج الطعام وتجارته. حيث أن بعض صور تفشي الأمراض المنتقلة بالأغذية، والتي كان يحتويها مجتمع صغير، قد تحدث الآن عبر مجتمعاتٍ أوسع نطاقاً أو على أبعادٍ عالميةٍ. مما جعل سلطات سلامة الأطعمة والأغذية عبر أرجاء العالم أجمع تُقِر أنه لا يجب التعامل مع قضية سلامة الغذاء على المستوى المحلي، وإنما أيضاً من خلال إقامة علاقاتٍ وصلاتٍ أكثر قرباً فيما بين تلك السلطات على الصعيد العالمي. حيث يُعَد هذا الإجراء ضرورياً لتبادل المعلومات التنظيمية حول قضايا سلامة الغذاء بالإضافة إلى تسهيل الوصول إلى البيانات والمعلومات في حالة التعرض لمخاطر طواريء سلامة الغذاء."
كما أنه من الصعب تقدير المعدل العالمي للإصابة بالأمرض المنتقلة بالأغذية، إلا أن التقارير أفادت أنه في عام 2000 توفى نحو 2.1 مليون نسمة جراء الإصابة بأمراضٍ مسهلةٍ. وتعزو الإصابة بالعديد من تلك الأمراض إلى تلوث مياه الشرب والغذاء كذلك. هذا بالإضافة إلى أن الإسهال يُعَد سبباً رئيسياً لسوء التغذية عند الأطفال وصغار السن.
هذا وقد أفادت التقارير أن نحو 30% من إجمالي السكان بالدول الصناعية نفسها يعانون من عدوى الإصابة بالأمراض المنتقلة بالأغذية سنوياً. حيث قُدِر معدل الإصابة بعدوى الأمراض المنتقلة بالأغذية بنحو 76 مليون حالةً سنوياً، يتلقى العلاج منهم في المستشفيات نحو 325.000 حالةً، بالإضافة إلى نحو 5.000 حالة وفاةٍ. إلا أن الدول النامية على الأخص تعاني بصورةٍ أسوء من مخاطر التعرض للأمراض المنتقلة بالأغذية بسبب الانتشار واسع المدى للأمراض ومنها تلكالمتسبب فيها الطفيليات. وهنا نلاحظ أن الأمرض المنتقلة بالأغذية تلحق أذىً خطيراً وشديداً بالمجتمع. ففي عام 1994، وقع تفشيٍ لعدوى السلمونيلا بسبب المثلجات الملوثة بالولايات المتحدة الأمريكية، مما أسفر عن غصابة 224.000 فرداً بالعدوى. أما في عام 1998، وقع تفشيٍ لالتهاب الكبد الوبائي (أ) في الصين، والذي نَجُمَ عن تناول الرخويات الملوثة، مما أسفر عن تعرض 300.000 فرداً للإصابة. نتيجةً لذلك، يخلق تلوث الطعام ضغطاً اجتماعياً واقتصادياً واسع المجال على المجتمعات التي تتعرض لحالات الاجتياح أو تفشي المرض. حيث قُدِرَتْ التكلفة الطبية والخسائر الإنتاجية للأمراض التي تسببت فيها الممرضات (الباثوجينات) في الولايات المتحدة الأمريكية خلال عام 1997 بنحو 35 مليار دولاراً أمريكياً. أما اجتياح الكوليرا وتفشيها في بيرو عام 1991 أدى إلى خسارة 500 مليون دولاراً أمريكياً على صورة خسائر في الأسماك وصادرات منتجات الأسماك هناك خلال هذا العام.

### المملكة المتحدة
في فترة ما بعد الحرب التي وقعت في أبردين في أسكتلندا عام 1964، تفشت عدوى واسعة النطاق (>400 حالة مرضية) للتيفود، وكان هذا بسبب اللحوم المحفوظة الملوثة والتي استوردت من الأرجنتين. حيث عُبئت اللحوم المحفوظة في علب ونتيجة فشل عمل مصنع التبريد، استخدمت مياه النهر المجمدة عند مصب ريو دي لا بلاتا بهدف تجميد وتبريد العلب المحفوظ بها اللحم. إلا أن إحدى تلك العلب كانت تعاني من عيوبٍ بها، مما أسفر عن تلوث اللحم المحفوظ بداخلها. هذا وقد قُطع اللحم الموجود بتلك العلبة إلى شرائحٍ بماكينة تقطيع اللحوم في إحدى متاجر أبردين الغذائية، وبسبب رداءة إجراءات تنظيف الماكينة انتشر التلوث إلأى اللحوم المحفوظة بالعلب الأخرى والتي قُطعت بنفس الماكينة. ثم تناول قاطنوا أبردين تلك اللحوم الملوثة، وتعرضوا للعدوى ومرضوا.
هذا وقد دفعت حوادث تفشي الأمراض المنتقلة بالأغذية خلال فترة السبعينات من القرن العشرين إلى إحداث المملكة البريطانية تغيراتٍ جوهريةٍ وجذريةٍ في قانون سلامة الغذاء بالمملكة البريطانية. وقد تضمنت حوادث التفشي تلك موت نحو 19 مريضاً في عملية تفشٍ وقعت في مستشفى ستانلي رويال  في الثمانينات من القرن العشرين. ووفاة نحو 17 عام 1996 في ويشو جراء الإصابة بـ E. coli O157 والتي كانت مؤشراً لتأسيس وكالة معايير الغذاء (بالإنجليزية: Food Standards Agency) والتي وفقاً لتعليق رئيس الوزراء البريطاني السابق توني بلير عام 1998 أن الوثيقة البيضاء: A Force for Change Cm 3830 سيكون لها سلطة وقوة تنفيذية، بالإضافة إلى أنها ستكون منفتحة وموجهة لخدمة مصالح المستهلكين."

### الولايات المتحدة الأمريكية
قُدِرَت حصيلة الوفيات عام 1999 بنحو 5.000 حالة وفاةٍ، بالإضافة إلى 325.000 حالةً مرضيةً أخرى تلقت علاجاً بالمستشفيات، وذلك مع اكتشاف وجود 76 مليون حالةً مرضيةً لأمراضٍ منتقلةٍ بالأغذية بالولايات المتحدة الأمريكية.
ففي عام 2001، تقدم مركز العلوم للمصلحة العامة (بالإنجليزية: Center for Science in the Public Interest) بالتماسٍ لوزارة الزراعة بالولايات المتحدة الأمريكية (بالإنجليزية: United States Department of Agriculture) بهدف مطالبة معبئي اللحوم بإزالة النخاع الشوكي قبيل معالجة جثث الحيوانات المذبوحة من أجل الاستهلاك الآدمي، وهو ذلك الإجراء المصمم بغرض تقليص مخاطر العدوى الإصابة بمرض كروتسفيلد جاكوب (بالإنجليزية: Creutzfeldt-Jakob disease). مما جعل رابطة الصحة العامة الأمريكية تؤيد وتساند ذلك الالتماس، بالإضافة إلى كلٍ من اتحاد المستهلك الأمريكي (بالإنجليزية: Consumer Federation of America)، مشروع محاسبة الحكومة (بالإنجليزية: Government Accountability Project)، اتحاد المستهلكين القومي (بالإنجليزية: National Consumers League)، بالإضافة إلى منظمة المائدة الآمنة هي أولويتنا (بالإنجليزية: Safe Tables Our Priority). إلا أن رابطة رعاة لحوم البقر القومية (بالإنجليزية: National Cattlemen's Beef Association) عارضت تلك العريضة بالإضافة إلى رابطة اللحوم القومية (بالإنجليزية: National Meat Association) ومجلس منتجي اللحوم (بالإنجليزية: Pork Producers Council)، ورابطة مربي الأغنام، ومنتجي الألبان، وكذلك اتحاد مزارع الرومي، بالإذافة إلى ثماني منظماتٍ أخرى من العاملين في مجالات صناعة الأغذية الحيوانية. مما جعل تلك القضية مسألة نقاشٍ وجدالٍ قائمةٍ على اعتبار انتهاك الولايات المتحدة الأمريكية لتحريمات منظمة الصحة العالمية بهدف تقليص مخاطر العدوى بالإصابة بمرض كروتسفيلد جاكوب.
مع ملاحظة أن أياً من أهداف  إدارات الخحدمات الصحية والبشرية بالولايات المتحدة الأمريكية والخاصة بوقائع عدوى الأمراض بالأغذية لم تُحقق خلال عام 2007.

### المنظمات
إدارة سلامة الغذاء التابعة لمنظمة الصحة العالمية
توفر منظمة الصحة العالمية النصائح والمشورة للمنظمات والعامة كذلك حول قضايا سلامة الغذاء. حيث أنها تلعب دور حلقة الوصل الرابطة بين أنظمة سلامة الغذاء بدول العالم المختلفة. وهذا نتيجة أن قضية سلامة الغذاء تُمَثِل واحدةً من أعلى عشرة أولويات لمنظمة الصحة العالمية. مما يجعل من قضية سلامة الغذاء إحدى القضايا الهامة المحورية التي تشغل بال العالم أجمع، كما تدعو المنظمات العالمية إلى إتخاذ خطواتٍ وإجراءاتٍ أكثر نظامية ٍ وعدائيةٍ للإقلال من وتقليص مخاطر عدوى الأمراض بالأغذية.
إدارة سلامة الغذاء، الأمراض حيوانية المنشأ والأمراض المنتقلة بالأغذية
تمثل إدارة سلامة الغذاء، الأمراض حيوانية المنشأ والأمراض المنتقلة بالأغذية إحدى الإدارات التابعة لمنظمة الصحة العالمية. هذا وتتمثل مهمتها في: تقليل الأثر السلبي الخطير للأمراض المنتقلة بالأغذية عالمياً. فوفقاً لما ورد بموقع منظمة الصحة العالمية الإلكتروني، فإن الأمراض المسهلة المنتقلة بالأغذية والمياه تُعَد من الأسباب الرائدة وراء حالات المرض والوفاة في الدول الأقل نماءً وتطوراً، حيث تؤدي إلى وفاة 3.8 مليون نسمةً سنوياً تقريباً، أغلبهم من الأطفال.
تعمل منظمة الصحة العالمية بالتعاون مع منظمة الأغذية والزراعة  التابعة للأمم المتحدة لمواجهة قضايا سلامة الغذاء على طول سلسلة إنتاج الغذاء – بدءً بالإنتاج وحتى الاستهلاك – من خلال استخدام طرق تحليل المخاطر. حيث توفر تلك الطرق أدواتٍ علميةٍ كافيةٍ لتحسين سلامة الغذاء، ومن ثم الاستفادة على صعيدي الصحة العامة والتطوير الاقتصادي.

شبكة سلطات سلامة الغذاء الدولية (INFOSAN)
تهدف هذه الشبكة إلى إكمال ومساندة شبكة التنبيه والاستجابة لحوادث التفشي العالمي التابعة لمنظمة الصحة العالمية (بالإنجليزية: WHO Global Outbreak Alert and Response Network (GOARN)) والتي تشتمل على عنصر تنبيه واستجابة كيميائية (بالإنجليزية: Chemical Alert and Response component).

## قراءات إضافية

### دوريات
- المجلة الدولية لميكروبيولجيا الغذاء, ISSN: 0168-1605, Elsevier
- الأمراض ومسببات الأمراض المنتقلة بالأغذية، ISSN: 1535-3141, ماري آن ليبيرت
- مسببات الأمراض الفطرية, ISSN: 1573-0832[وصلة مكسورة] (نسخة إلكترونية) 0301-486X (نسخة ورقية), Springer

### كتب
- تقدمات في علم فطريات الأغذية (تقدمات في العلاج التجريبي والبيولوجيا) (2006)، بقلم: A.D. Hocking et al., ISBN 978-0-387-28391-3 (نسخة إلكترونية) 978-0387283852 (نسخة ورقية), Springer
- عدوى وسمية الأمراض المنتقلة بالأغذية (2006)، بقلم: Hans P. Riemann and Dean O. Cliver, ISBN 0-12-588365-X, Elsevier
- مسببات الأمراض المنتقلة بالأغذية: الميكروبيولوجيا والبيولوجيا الجزيئية (2005)، بقلم: Pina M. Fratamico et al., ISBN 1-904455-00-X ISBN 978-1-904455-00-4, Caister Academic Press

## وصلات خارجية
- أعلى عشرة مخاطر لتسمم الغذاء, نيويورك تايمز. October 6, 2009.
- مراقبة حوادثتفشي الأمراض المنتقلة بالأغذية في الولايات المتحدة الأمريكية من عام 1998- وحتى عام 2002
- نشاة الأمراض المنتقلة بالأغذية, منظمة الصحة العالمية, صحيفة الوقائع N°124, المراجعة بتاريخ يناير 2002
- صفحات معلوماتية عن الأمراض المنتقلة بالأغذية , سلطة الأغذية في مقاطعة ويلز الجنوبية الجديدة
- سلامة الغذاء والأمراض المنتقلة بالأغذية, منظمة الصحة العالمية, صحيفة الوقائع N°237, المراجعة بتاريخ يناير 2002
- جهاز حماية الصحة البريطاني
- شبكة بولس نت الأمريكية
- التسمم الغذائي من NHS Direct Online
- شبكة سلامة الغذاء تحت رعاية جامعة غولف بكندا.
- الأمراض المنتقلة عن طريق الأغذية والمياه على مشروع الدليل المفتوح
- الموقع الإلكتروني لجهاز معايير الغذاء
- شبكة OzFoodnet الأسترالية لمراقبة الأمراض المنتقلة بالأغذية نسخة محفوظة 16 يونيو 2010 على موقع واي باك مشين.